# 刘小备
刘小备，女，祖籍江苏徐州，现定居于江苏无锡。2006年毕业于江南大学中文系后工作一年，2007年底辞职。

## 作品
《江暖》、《二两牛肉，一壶流年》、《给爱情下个套》、《江暖—隔壁房间的性感》、《迷失在悲伤里的青春》、《只坏一点点：爱情何处过夜》、《一位女心理师的情感救赎》《私藏的情书》《整个城市都寂寞》《唯愿不相遇》《婚沙》《二两牛肉，一壶流年》《谁的年华蹉跎了我的岁月》等。